# Simone Peirone
Simone Peirone, née Ruas le 10 juin 1919 à Neuilly-sur-Seine et morte le 14 janvier 2001 à Nice, est une athlète française.

## Carrière
Simone Peirone est 9e de la finale du saut en hauteur féminin aux Jeux olympiques d'été de 1948 à Londres et 7e lors des Championnats d'Europe d'athlétisme 1950 à Bruxelles.
Elle est sacrée championne de France du saut en hauteur en 1951 à Paris, en 1952, en 1954, en 1955 et en 1956 à Colombes.